# Ankaa
Ankaa es el nombre propio de la estrella α Phoenicis, la estrella más brillante de la constelación del Fénix. Otros nombres que también recibe son Nair al-Zaurak, de origen árabe, cuyo significado es «el brillo del barco»; Cymbae o Lucida Cymbae, traducción latina de la anterior frase árabe; o también Cabeza del Fénix. Su magnitud aparente es de 2.37, y su distancia a la Tierra es de unos 77 años luz.
Ankaa es similar a muchas de las estrellas visibles a simple vista en el cielo nocturno, siendo una estrella subgigante anaranjada de clase K0 III. Esta clase implica una estrella de tamaño relativamente grande, con una masa de unas 2.5 masas solares y unos trece radios solares, además de una temperatura superficial de 4800 K. Su luminosidad es de 62 veces la del Sol, lo cual la hace poseer una magnitud absoluta de 0.52.
En la actualidad se cree que se encuentra en medio de una breve aunque estable fase de consumo de sus reservas de helio de su evolución estelar; no obstante, esta fase no será demasiado larga en términos astronómicos antes de que expulse sus capas exteriores dando lugar a una nebulosa planetaria y termine así su vida como una enana blanca. Es sabido que posee una pequeña estrella compañera, por lo que resulta ser un sistema binario, orbitando a 1.7 au de la estrella principal (una distancia similar a la que separa el Sol de Marte), en un periodo de 10.5 años.